# مقاطعة بارك (كولورادو)
مقاطعة بارك (بالإنجليزية: Park County)‏ هي إحدى مقاطعات ولاية كولورادو في الولايات المتحدة الأمريكية.